# ただ悪より救いたまえ
『ただ悪より救いたまえ』（ただあくよりすくいたまえ、原題：다만 악에서 구하소서）は、2020年に公開された韓国の犯罪アクション映画。ホン・ウォンチャンが監督と脚本を担当し、ファン・ジョンミン、イ・ジョンジェ、パク・ジョンミンらが出演した。

## ストーリー
暗殺者のインナムは東京のヤクザであるコレエダを殺害することに成功する。しばし引退生活を送っていたインナムだったが、ある時元妻がタイのバンコクで殺害され、別れた後に生まれたインナムとの娘が行方不明だと知らされる。
インナムはバンコクに渡るが、かの地にコレエダの凶暴な弟であるレイも出現。インナムは娘の奪還だけでなく、報復のため襲いかかってくるレイとの対決も強いられることになる。

## キャスト
※括弧内は日本語吹替。
- インナム - ファン・ジョンミン[2](堀内賢雄)
- レイ - イ・ジョンジェ[2](森川智之)
- ユイ - パク・ジョンミン[2](KENN)
- 先生 - 白竜[2]
- コレエダ - 豊原功補[2]
- ユ・ミン - パク・ソイ（今井麻夏[3]）
- ラン - ヴィタヤ・パンスリンガム
- ソ・ヨンジュ - チェ・ヒソ
- シマダ - パク・ミョンフン
- 銀行員 - 平川裕成
- 警察官 - Sumet Ongart（タイ語版）

## 受賞歴

### 2020年
- 第25回釜山国際映画祭 韓国映画の今日 - パノラマ賞
- 第29回釜日映画賞 - 撮影賞（ホン・ギョンピョ）
- 第29回釜日映画賞 - 美術／技術賞（イ・ゴンムン）
- 第40回韓国映画評論家協会賞 - 助演男優賞（パク・ジョンミン）
- 第40回韓国映画評論家協会賞 - ヨンピョン10選

### 2021年
- 第41回青龍映画賞 - 助演男優賞（パク・ジョンミン）
- 第41回青龍映画賞 - 撮影照明賞（ホン・ギョンピョ）
- 第57回百想芸術大賞 - 映画部門 助演男優賞（パク・ジョンミン）
- 第26回春史大賞映画祭 - 助演男優賞（パク・ジョンミン）
- 第26回春史大賞映画祭 - 観客が選ぶ最高の人気映画賞（ホン・ウォンチャン）
- 第6回アジア・アーティスト・アワード - 今年の俳優賞（イ・ジョンジェ）
- 第6回アジア・アーティスト・アワード - ホットトレンド賞（イ・ジョンジェ）
- 第6回アジア・アーティスト・アワード - ファビュラス賞（イ・ジョンジェ）